# Plateforme unitaire
Pour les articles homonymes, voir MUD.
La Plateforme unitaire, officiellement Table de l'unité démocratique (Mesa de la Unidad Democrática, MUD), est une coalition politique vénézuelienne fondée en 2010, enregistrée comme parti. Elle rassemble des partis politiques d'obédiences idéologiques diverses, qui entendaient s'unir pour représenter une force électorale potentiellement capable de remporter un scrutin après douze ans de « Révolution bolivarienne » et de victoires électorales successives pour le PSUV et le Mouvement Cinquième République, qui le précédait.

## Histoire
Constituée de partis politiques de positionnements très divers, allant de la droite conservatrice à une partie de la social-démocratie tout en intégrant la démocratie chrétienne et les libéraux, le caractère très hétéroclite de la coalition, qui se retrouve uniquement dans le rejet du chavisme et de la politique gouvernementale, n'a jamais permis à un programme politique d'émerger formellement.
En novembre 2012 trois de ses députés se retirent de la coalition, jugeant son fonctionnement antidémocratique et arbitraire, pour former le parti social-démocrate Alianza para el Cambio (es). Celui-ci rallie le Grand Pôle patriotique Simón Bolívar en 2015, après avoir évolué trois années en dehors des deux grands blocs politiques du Venezuela.
Les débuts électoraux de la coalition sont difficiles et elle se trouve battue aux élections présidentielles 2012 et 2013, aux législatives 2010, aux régionales 2012 et aux municipales 2013. Cependant, la MUD parvient pour la première fois à remporter une élection lors des législatives 2015.
Le 3 mai 2016, la MUD dépose une pétition de deux millions de signature, dont 700 000 sont attribuées après vérification par le Conseil national électoral à des personnes décédées ou dépourvues de droits politiques (mineures ou emprisonnées) et rejetées à ce titre, pour enclencher la destitution du président Nicolás Maduro. Le 26 juillet, le maire d'une municipalité de Caracas demande la dissolution de la MUD qu'il juge coupable de « la plus grande fraude électorale de l’histoire du pays »,.

### Élections régionales de 2017
Le 15 octobre 2017, le GPP obtient 17 États contre 5 pour la MUD lors des élections régionales. Le 23 octobre, les quatre gouverneurs issus d'Action démocratique, 
Antonio Barreto Sira, Ramón Guevara, Alfredo Diaz et Laidy Gómez, prêtent finalement serment devant l'Assemblée nationale constituante, tandis que 
Juan Pablo Guanipa, membre de Primero Justicia, refuse de le faire et reçoit le soutien du chef de son parti Henrique Capriles Radonski. Henry Ramos Allup, chef d'AD, annonce que ces gouverneurs s'étaient « exclus d'eux-mêmes » du parti. Ensuite, Capriles ajoute que « tant qu'Henry Ramos Allup y figurerait », il ne resterait pas à la MUD, ajoutant que « pas un crayon ne bouge sans que Ramos Allup ne l'autorise » au sein d'AD. Par ailleurs, il estime que « quand on est malade, il faut opérer et enlever la tumeur. Dans la MUD, il faut faire pareil ». Enfin, Primero Justicia et Voluntad popular condamnent une « action de trahison et de tromperie ». Laidy Gomez, élue gouverneure de Tachira estime que « Dans nos Etats, il y a beaucoup de familles dans la misère. Nous assumons le coût politique pour défendre le vote de nos électeurs ». Le 26 octobre 2017, Juan Pablo Guanipa est formellement destitué par l'Assemblée constituante et une élection partielle est fixée en même temps que les élections municipales, en décembre 2017. En attendant, Magdely Valbuena, présidente du Conseil législatif de l'État, assure l'intérim. C'est finalement le chaviste Omar Preto qui a est élu, ce qui ramène à 4 le nombre de gouverneurs pour la MUD.

### Élections municipales de 2017
En 2017, la MUD annonce soutenir les sanctions économiques imposées par le président américain Donald Trump au Venezuela.
Plusieurs partis associés à la MUD boycottent les élections municipales vénézuéliennes de 2017. Cependant, le maire de Chacao, Gustavo Chuque, préfère quitter son parti pour participer à l'élection. À l'inverse, bien que membres de la MUD, Un nouveau temps, Avanzada Progresista (en), le Mouvement vers le socialisme et la COPEI participent officiellement au scrutin,. Ainsi, certains membres des partis appelant au boycott préfèrent concourir au scrutin sous la bannière des partis cités plus haut.
S'appuyant sur une décision de l'Assemblée nationale constituante, le président vénézuélien Nicolás Maduro déclare que les partis ayant boycotté et appelé au boycott des élections municipales, ce qui est le cas de certains partis composant MUD, n'auraient pas le droit de participer à l'élection présidentielle vénézuélienne de 2018. Le 23 janvier 2018, l'Assemblée nationale constituante vénézuélienne décide que la présidentielle soit organisée avant le 30 avril 2018. Henry Ramos Allup, affirme que la MUD pourrait organiser des primaires présidentielles en « quatre à cinq semaines ».

### Élection présidentielle de 2018
Le 25 janvier 2018, le Tribunal suprême de justice interdit à la MUD de participer au scrutin, tout en autorisant les partis la composant mais ayant boycotté les municipales, comme Action démocratique et Primero Justicia à se réenregistrer en vue de l'élection. Le 22 février 2018, la MUD annonce boycotter l'élection présidentielle vénézuélienne de 2018. Pourtant, Henri Falcón, gouverneur de l’État de Lara et dirigeant de la MUD, annonce le 27 février présenter sa candidature. La Table de l'unité démocratique et des anciens chavistes s'allient pour former le Front Amplio, et annoncent une manifestation pour le 17 mars 2018.

### Élection présidentielle de 2024
Edmundo González Urrutia représente la Plateforme unitaire à cette élection. Selon un sondage de l’institut Datincorp, réalisé en avril 2024, il obtient 50 % des intentions de vote, contre 18 % pour l'actuel président Nicolás Maduro.

## Partis actuellement membres
La politologue Julia Buxton identifie trois grandes tendances au sein de la coalition de l'opposition. La première comprend le parti Volonté populaire (VP) de Leopoldo López et Juan Guaidó, ainsi que María Corina Machado et Antonio Ledezma. Cette tendance incarne « l’aile la plus radicale, la plus proche de Washington et la moins ouverte au compromis » de l'opposition. Soutenue financièrement par l'Agence des États-Unis pour le développement international (Usaid) et la Fondation nationale pour la démocratie (NED), elle bénéficie d'un accès privilégié aux médias américains et européens. Elle refuse généralement de participer aux élections afin de ne pas donner de légitimité à un « régime autoritaire » et mise sur le renversement du gouvernement par des méthodes musclées. Elle s'est notamment illustrée en prenant une part active au coup d'État de 2002 et aux manifestations de 2014 et de 2017. Les deux autres franges de l'opposition s’organisent, d'une part, autour du parti libéral Justice d’abord d'Henrique Capriles, et d'autre part autour du parti social-démocrate Action démocratique d'Henry Ramos Allup. Toutes deux préconisent une stratégie modérée, axée sur la participation aux élections et sur l'appel à la « réconciliation » avec les anciens chavistes. 

Les rapports conflictuels entre la première de ces tendances et les deux autres ont généré une instabilité permanente au sein de la MUD, caractérisée par des appels au boycott des élections par certains partis alors que d'autres y présentaient leurs candidats, ou encore par le conflit entre Juan Guaidó (Volonté populaire) et Luis Parra (Justice d'abord) pour la fonction de Président de l'Assemblée nationale.
| Parti                                                       | Abréviation  | Fondation | Idéologie                                 | Affiliation internationale |
| ----------------------------------------------------------- | ------------ | --------- | ----------------------------------------- | -------------------------- |
| Alianza Bravo Pueblo                                        | ABP          | 2000      | Social-démocratie                         |                            |
| Convergencia                                                | CONVERGENCIA | 1993      | Démocratie chrétienne                     | ODCA (observateur)         |
| Cuentas Claras                                              | CC           | 2004      | Progressisme                              |                            |
| Fuerza Liberal                                              | FL           | 2003      | Social-libéralisme                        |                            |
| Gente Emergente                                             | GE           | 1991      | Centre gauche                             |                            |
| La Causa Radical                                            | LCR          | 1971      | Syndicalisme/Socialisme                   |                            |
| Movimiento Progresista de Venezuela                         | MPV          | 2012      | Socialisme démocratique                   |                            |
| Movimiento Venezuela Responsable, Emprendedora y Sostenible | MOVERSE      | 2012      | Écologisme                                |                            |
| Movimiento Izquierda Democrática                            | MID          |           | Socialisme démocratique                   |                            |
| Primero Justicia                                            | PJ           | 2000      | Humanisme/Progressisme                    |                            |
| Projet Venezuela                                            | PRVZL        | 1998      | Démocratie chrétienne                     | UDI, UPLA\|                |
| Unidos para Venezuela                                       | UNPARVE      | 2008      | Pluralisme                                |                            |
| Un nouveau temps                                            | UNT          | 1999      | Social-démocratie/Socialisme démocratique | Internationale socialiste  |
| Volonté populaire                                           | VP           | 2009      | Progressisme                              | Internationale socialiste  |
| Unidad Visión Venezuela                                     | UVV          |           | Libéralisme                               |                            |
| Progreso Social                                             | PRG          | 2012      | Progressisme                              |                            |
| Adelante                                                    | AD           | 2021      | Social-démocratie                         |                            |

## Résultats électoraux

### Élections présidentielles
| Année | Candidat                   | 1er tour  | 1er tour | 1er tour |
| Année | Candidat                   | Voix      | %        | Rang     |
| ----- | -------------------------- | --------- | -------- | -------- |
| 2012  | Henrique Capriles Radonski | 6 591 304 | 44,31    | 2e       |
| 2013  | Henrique Capriles Radonski | 7 363 980 | 49,12    | 2e       |
| 2024  | Edmundo González Urrutia   |           |          |          |

### Élections législatives
| Année | Voix      | %       | Rang | Sièges    | Chef                    |
| ----- | --------- | ------- | ---- | --------- | ----------------------- |
| 2010  | 5 320 364 | 47,2 %  | 2e   | 67 / 165  | Ramón Guillermo Aveledo |
| 2015  | 7 726 066 | 56,22 % | 1er  | 112 / 167 | Jesús Torrealba         |

### Élections régionales
| Date | Voix      | %     | Rang | Gouverneurs |
| ---- | --------- | ----- | ---- | ----------- |
| 2008 | 4 623 051 | 41,82 | 2e   | 6 / 23      |
| 2012 | 3 883 037 | 44,78 | 2e   | 3 / 23      |
| 2017 | 4 983 626 | 44,31 | 2e   | 5 / 23      |